# Estação Dufferin
Dufferin é uma estação do metrô de Toronto, localizada na linha Bloor-Danforth. Localiza-se no cruzamento da Bloor Street com a Dufferin Street. Bay não possui um terminal de ônibus integrado, e passageiros das linhas de ônibus do Toronto Transit Commission que conectam-se com a estação precisam de um transfer para poderem transferirem-se da linha de superfície para o metrô e vice-versa. O nome da estação provém da Dufferin Street, a principal rua norte-sul servida pela estação. A 29 Dufferin é a linha de ônibus mais movimentada do TTC, e a terceira linha de superfície mais movimentada da cidade, movimentando cerca de 43,3 mil passageiros por dia, e o movimento de passageiros efetuando conexão entre a linha de ônibus e o metrô responde pela maioria do movimento diário de passageiros da estação.